# Garub
La petite localité de Garub a été fondée par les Allemands au début des années 1900. Elle est située sur l'unique route entre Lüderitz et Aus, dans la région du Karas, en Namibie.
Longeant la voie ferrée qui va de Lüderitz à Keetmanshoop, une gare y fut implantée.
L'endroit est maintenant complètement abandonné mais fait le bonheur des touristes en quête de clichés.
Non loin de là, on peut y trouver un point d'eau où s'abreuvent les chevaux sauvages du Namib.
En 2020, des graffeurs français vandalisent l'ancienne gare de Garub, classée monument historique.